# Unione Sportiva Foggia 1938-1939
Questa voce raccoglie le informazioni riguardanti  l'Unione Sportiva Foggia nelle competizioni ufficiali della stagione 1938-1939.

## Rosa
| N. |                   | Ruolo | Calciatore          |
| -- | ----------------- | ----- | ------------------- |
|    | Italia (bandiera) | C     | Adelmo Baldi        |
|    | Italia (bandiera) | P     | Arturo Canè         |
|    | Italia (bandiera) | D     | Giuseppe Carrara    |
|    | Italia (bandiera) | D     | Luigi Caruso        |
|    | Italia (bandiera) | D     | Nicola Casolaro     |
|    | Italia (bandiera) | A     | Attilio Chiaruttini |
|    | Italia (bandiera) | A     | Armando Creziato    |
|    | Italia (bandiera) | A     | Aldo Curci          |

| N. |                   | Ruolo | Calciatore        |
| -- | ----------------- | ----- | ----------------- |
|    | Italia (bandiera) | D     | Raffaele De Meo   |
|    | Italia (bandiera) | C     | Alfredo Galante   |
|    | Italia (bandiera) | A     | Ilio Ganni        |
|    | Italia (bandiera) | C     | Vincenzo Marsico  |
|    | Italia (bandiera) | C     | Giuseppe Serio    |
|    | Italia (bandiera) | C     | Ermenegildo Soci  |
|    | Italia (bandiera) | P     | Vincenzo Toriello |